# Pajarón
Pajarón ist eine zentralspanische Gemeinde (municipio) mit 75 Einwohnern (Stand: 2024) im östlichen Zentrum der Provinz Cuenca in der Autonomen Region Kastilien-La Mancha. 

## Lage und Klima
Pajarón liegt auf der Westseite des Iberischen Gebirges in einer Höhe von ca. 1050 m. Die Provinzhauptstadt Cuenca befindet sich gut 35 Kilometer (Fahrtstrecke) westnordwestlich. Das Klima im Winter ist gemäßigt, im Sommer dagegen warm bis heiß. Regen (574 mm/Jahr) fällt das ganze Jahr über.

## Geschichte
Im Zuge des Konflikts des Königreichs Aragón mit dem Königreich Kastilien kam es hier am 21. August 1289 zu einem Gefecht.

## Bevölkerungsentwicklung
| Jahr      | 1970 | 1981 | 1991 | 2001 | 2011 | 2021 |
| Einwohner | 245  | 186  | 155  | 122  | 95   | 77   |

## Sehenswürdigkeiten
- Ruinen der Burg
- Peterskirche

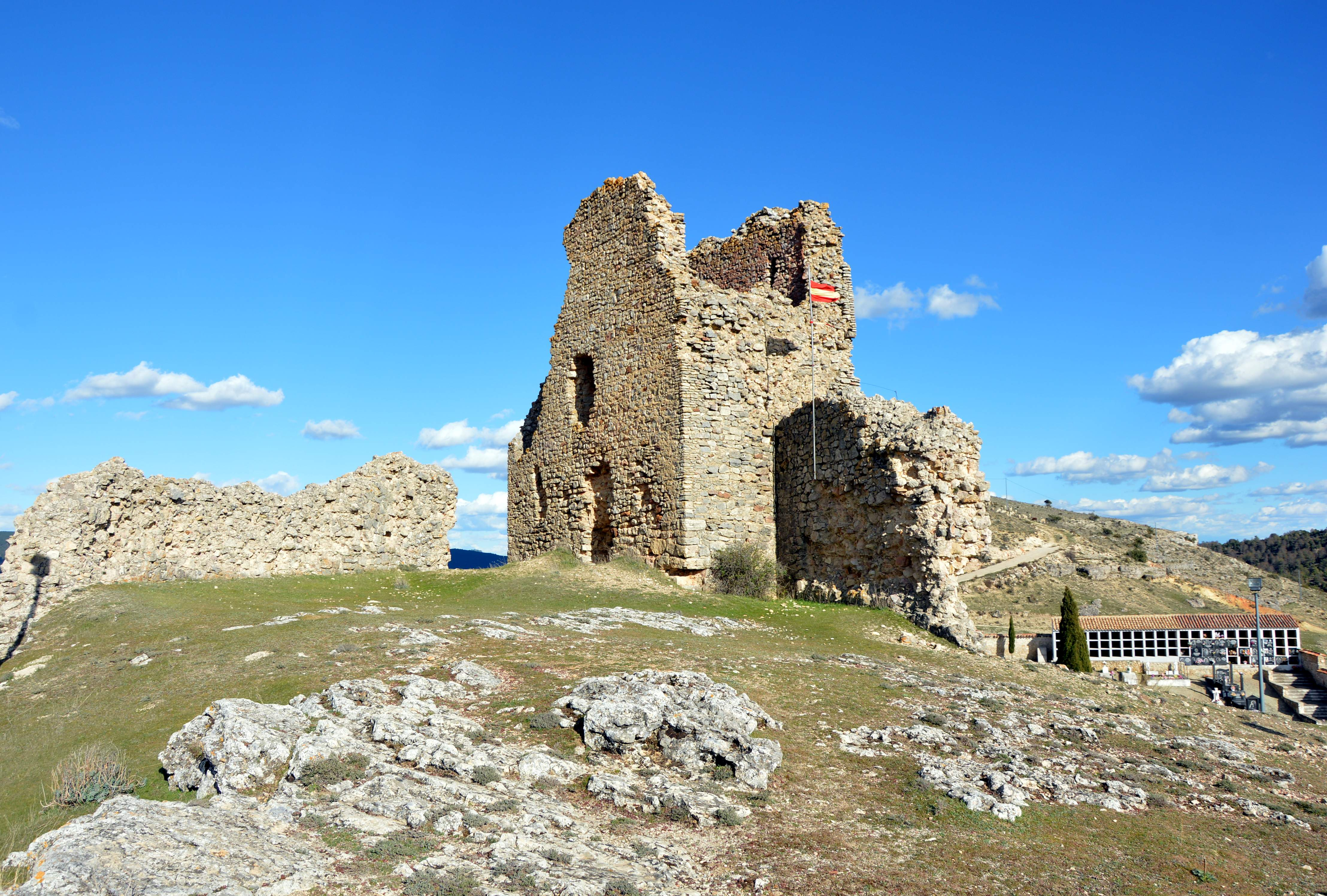
Ruine der Burganlage
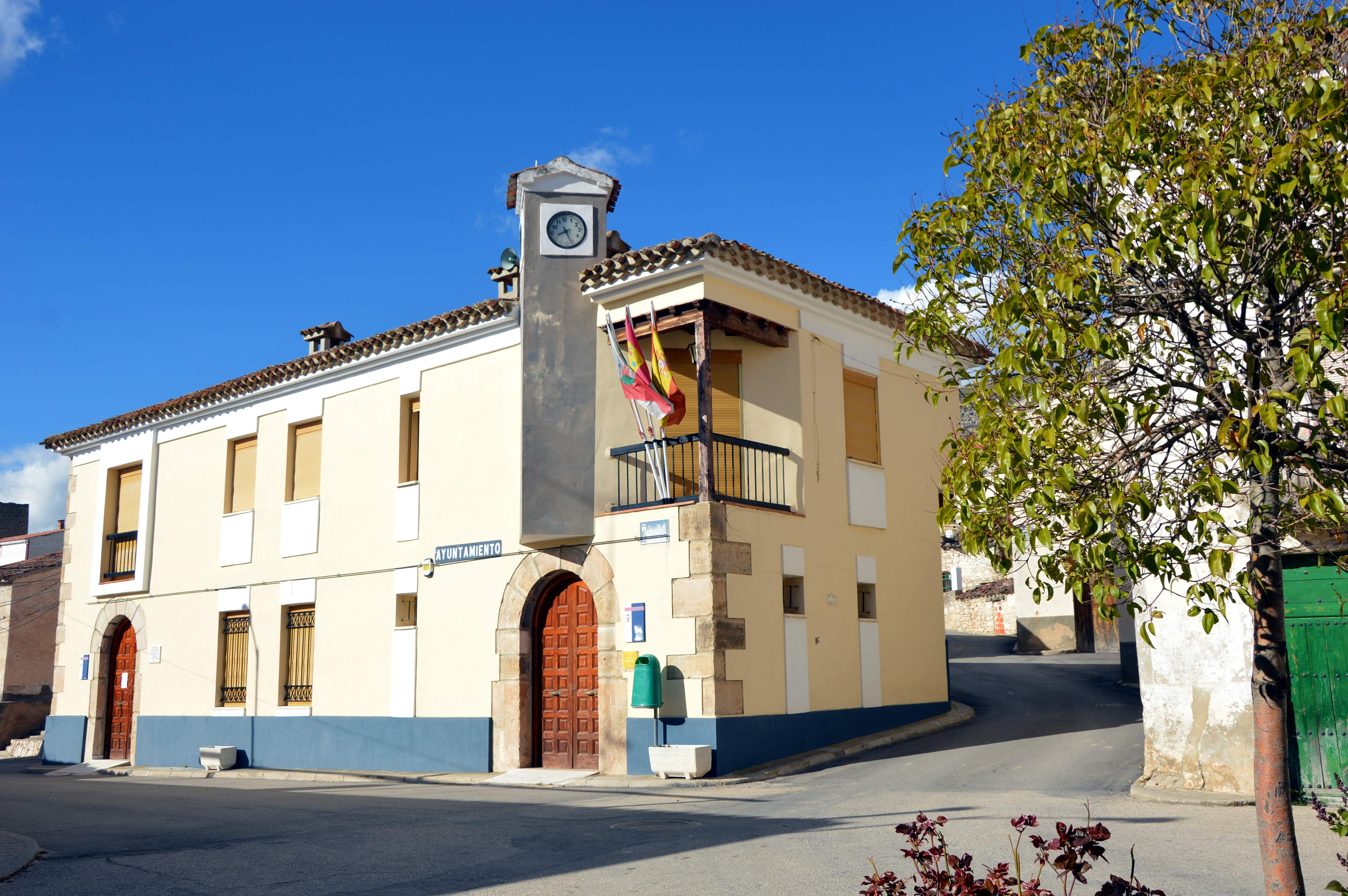
Rathaus